# Marsala
Marsala város Olaszországban, Szicília nyugati csücskén. 
Halászváros és bortermelő központ. Garibaldi 1860-ban itt szállt partra és kezdte meg hadjáratát Itália egyesítéséért.

## Fekvése
Palermótól 130 km-rel délnyugatra, Trapanitól délre, Szicília legnyugatibb pontján fekvő, az Afrikai partok közelsége révén fontos kereskedelmi központ.
Marsala Petrosino, Salemi, Trapani, Mazara del Vallo és Misiliscemi községekkel határos.

## Népessége
| Lakosok száma | 83 205 | 82 802 | 79 809 |
|               | 2016   | 2018   | 2023   |

## Története

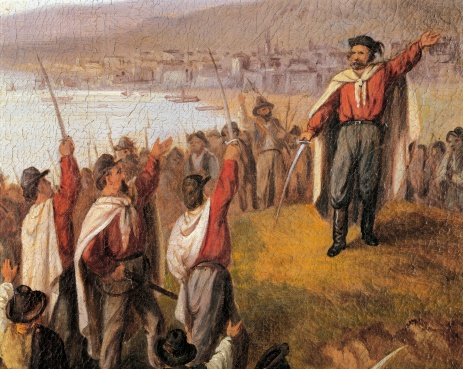
Garibaldi partraszállása Marsalán 1860-ban

A hely már az Ókortól jelentős kikötő, melynek kivételes helyzetét először a föníciaiak használták ki, akik alapjait az i. sz. e. 4. században rakták le. A punok bevehetetlennek gondolt erődítménnyel próbálták megvédeni magukat, az akkor Lylibaeum-ként nevezett helyen. A rómaiak azonban i. e. 241-ben mégiscsak sikerült elfoglalniuk. A szaracénok hódítása, 830 után a várost az arabok Marsa-al-Allah néven (Allah kikötője) nevezték, innen ered mai neve is. A települést később, 1072-ben a normann sereg szabadította fel.
Marsalának Olaszország történelmében is jelentős szerep jutott. 1860-ban partjainál léptek szárazföldre Garibaldi híres vörösingesei, akik visszaszerezték Szicíliát a Bourbonoktól, melynek egyenes következményeként létrejött az Olasz Királyság.
A külföldiek manapság elsősorban a marsalai borral azonosítják a tengerparti várost. Az itteni bort meglepő módon a brit John Woodhouse fedezte fel és tette üzletté 1773-ban. Felfedező munkálatainak hatására  hamarosan számtalan kiépített pincészet jött létre, mely mára óriási iparággá fejlődött. A vörös és fekete szőlőből készült nedű ma Marsala első számú gazdasági bevételi forrása.
A marsalaiak büszkék arra, hogy a sziget földrajzi adottságaiból fakadólag Szicíliában náluk a legszebbek a naplementék.

## Nevezetességek
- Katedrális - Canteburi Szent Becket Tamás tiszteletére épült egy 1176-ból való normann szentély helyén.
- Katedrális Múzeum (Museo degli Arazzi Fiamminghi) - benne a 16. századi spanyol uralkodó, II. Fülöp megbízásából készült ókori római témájú flamand falikárpitokkal, s összesen 1500 kiállítási, főként ókori régészeti tárggyal.
- Museo Nazionale Lilibeo - a Via Boleo-n, a part mellett található múzeum egy i. e. 3. századból való 35 méter hosszú, 17 evezős pun hadihajót őriz, benne rengeteg boroskorsóval. A hadihajó 1969-ig pihent hullámsírjában, mikor az öböl iszapjából a felszínre emelték.
- Insula Romana - 3. századi római kori ásatásról a fürdőt borító állatképes-mozaikpadlók, művészi faragások, szobrok kerültek felszínre.
- Garibaldi partraszálása

## A Katedrális Múzeum falikárpitjai

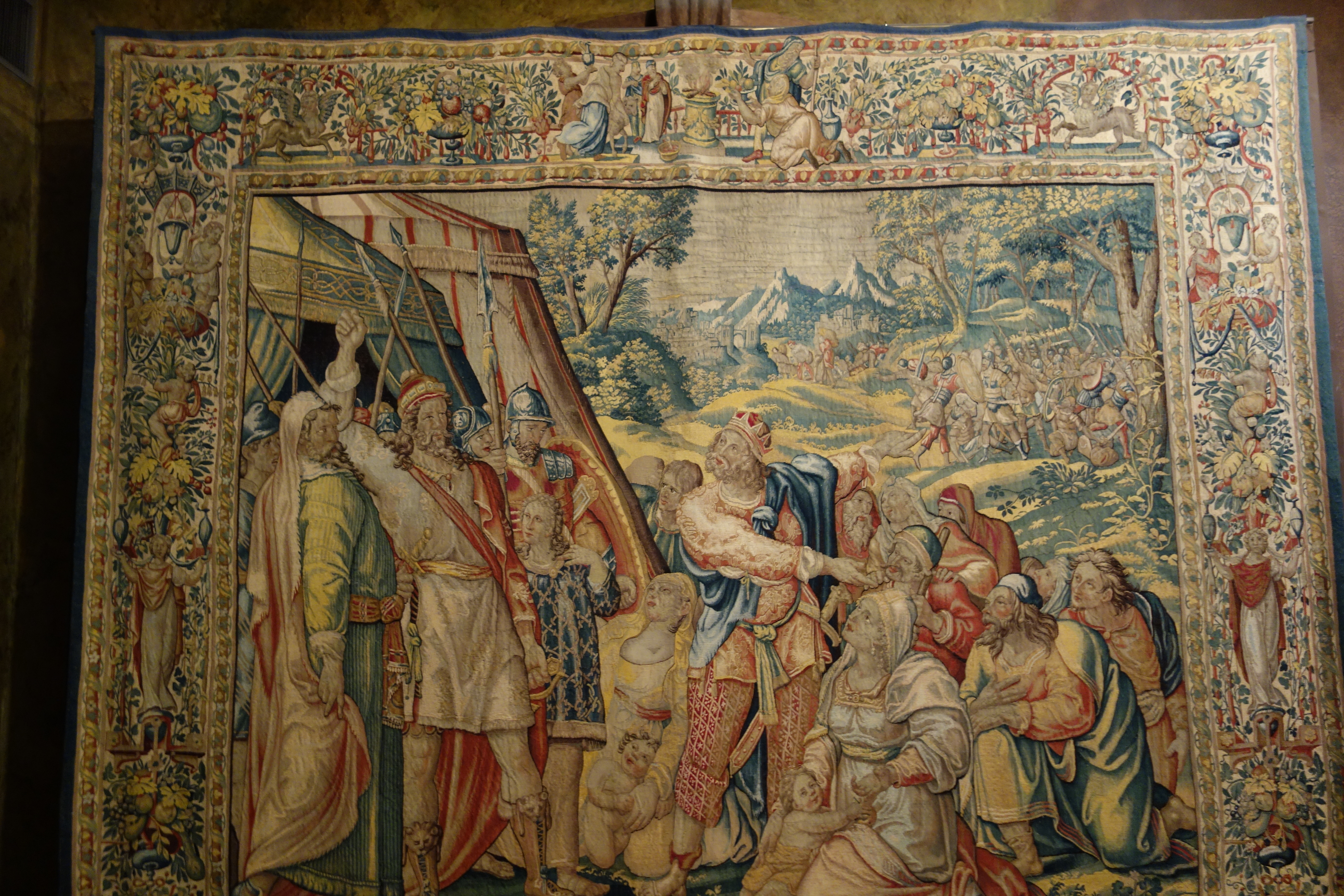
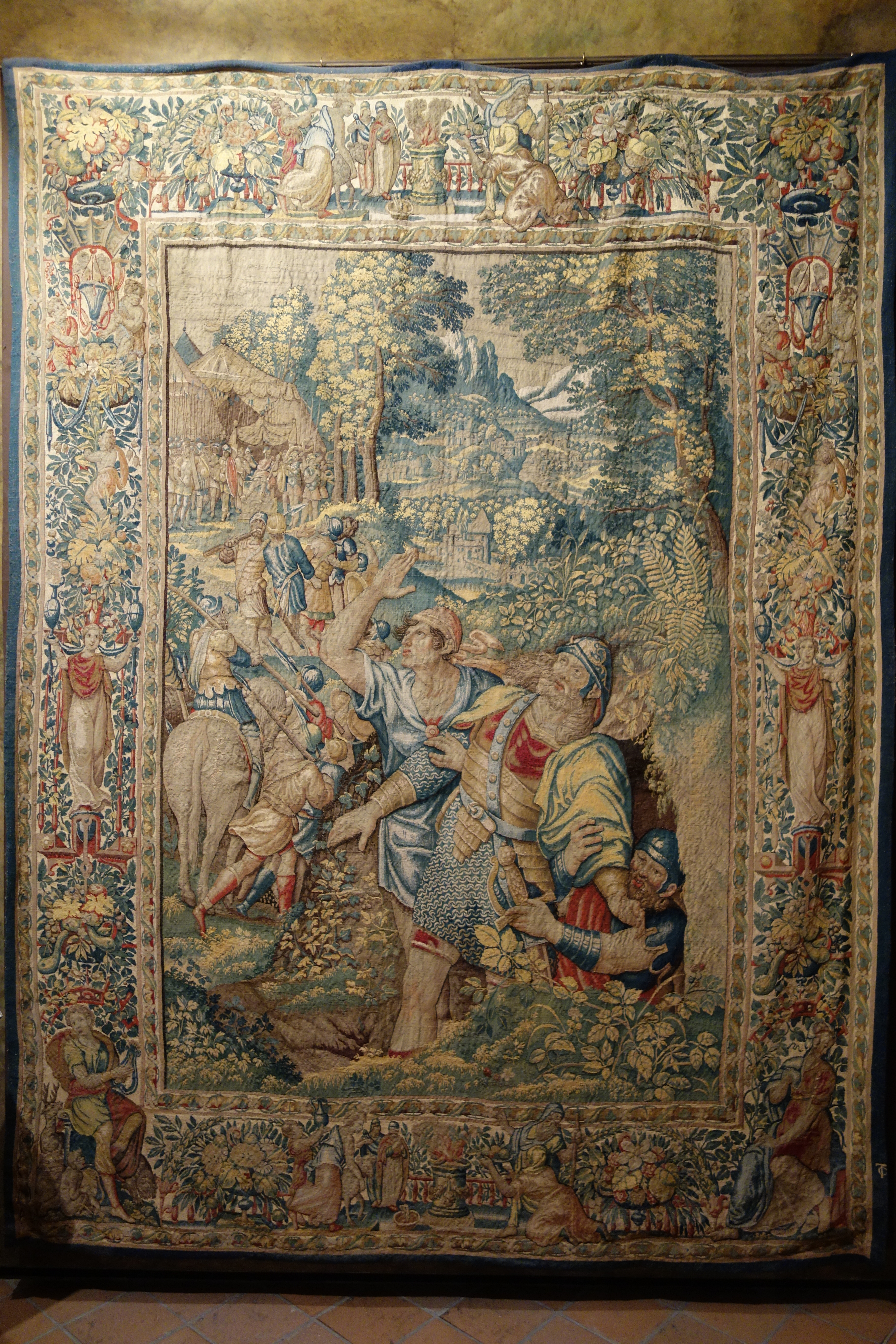
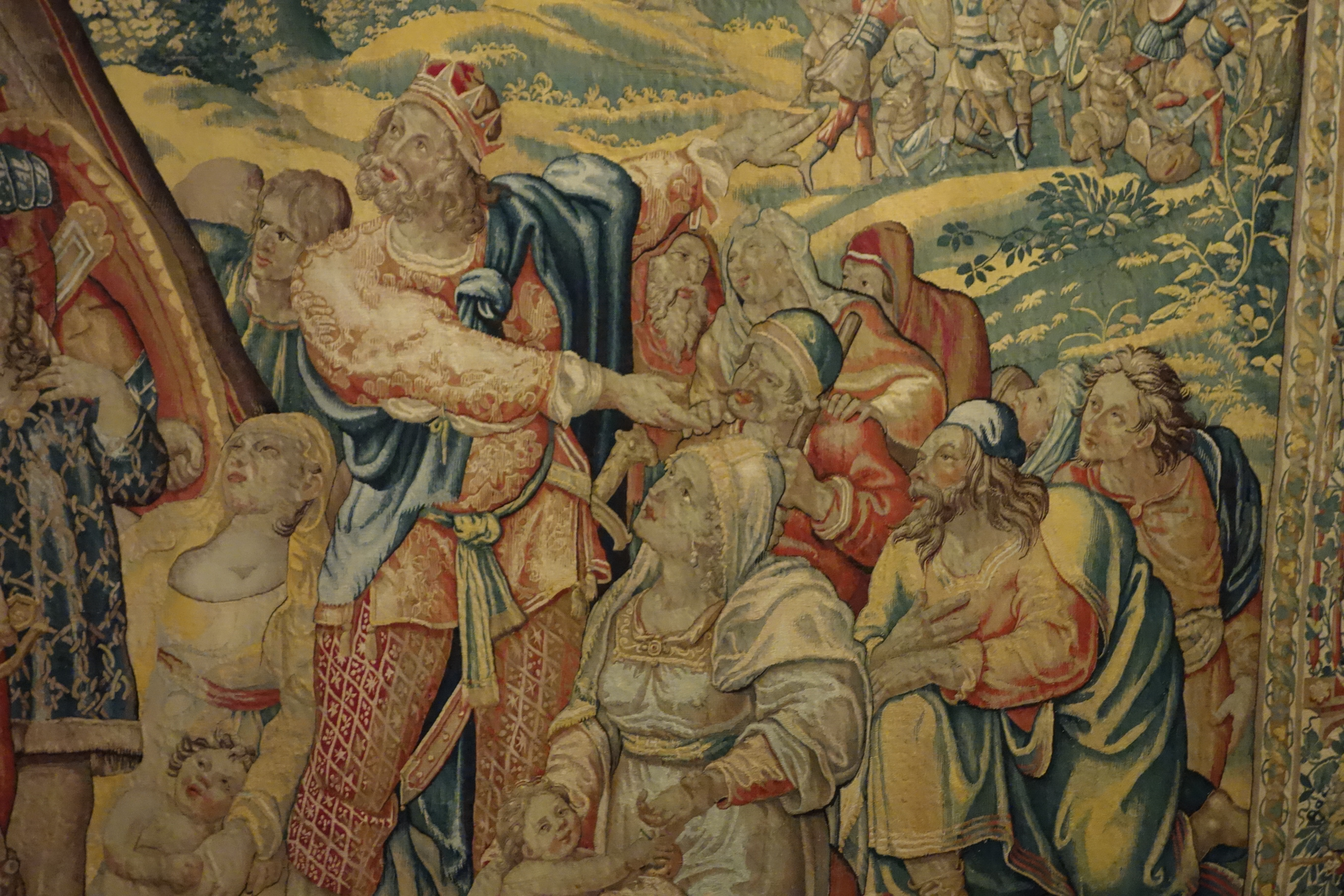

## Galéria

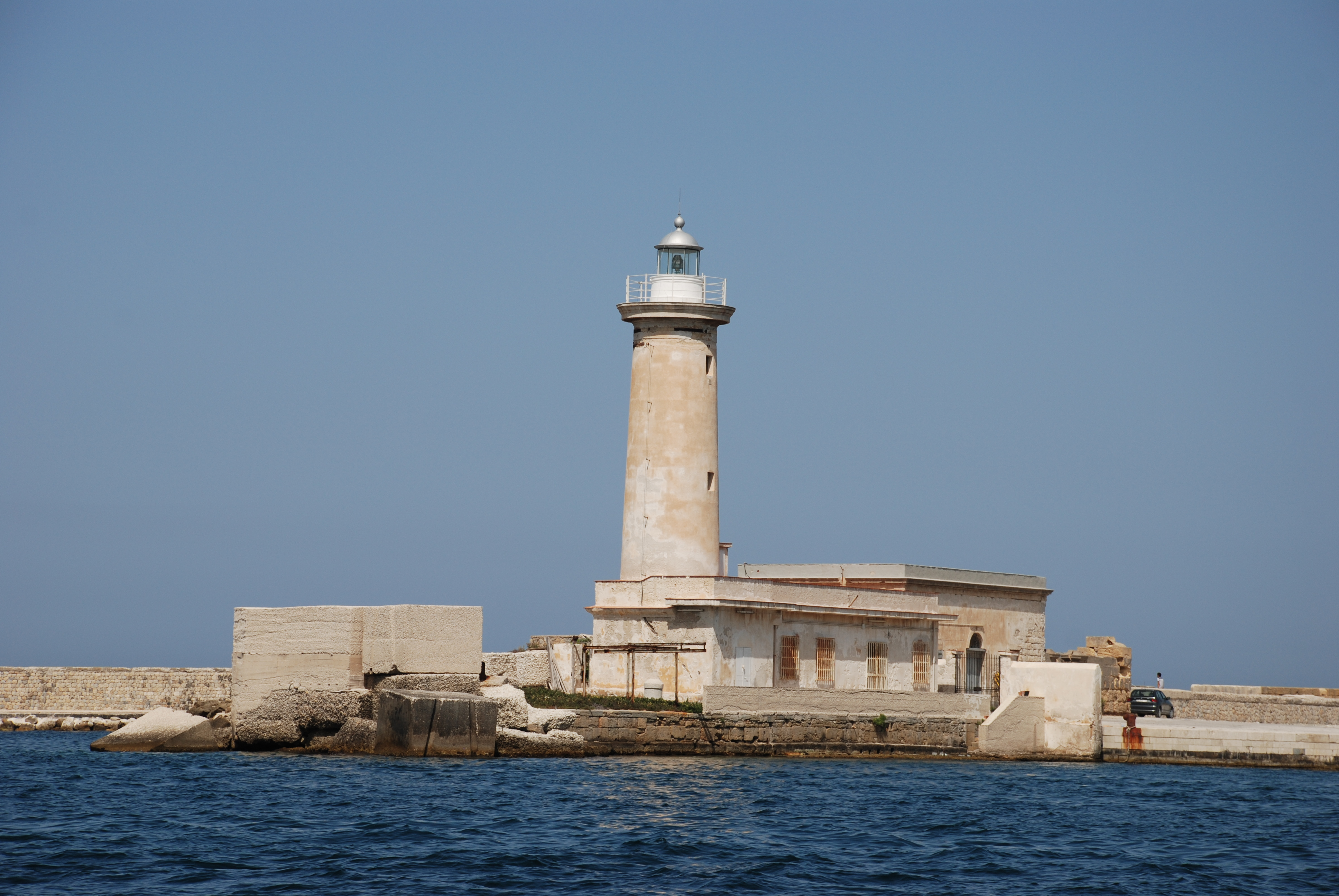
Világítótorony
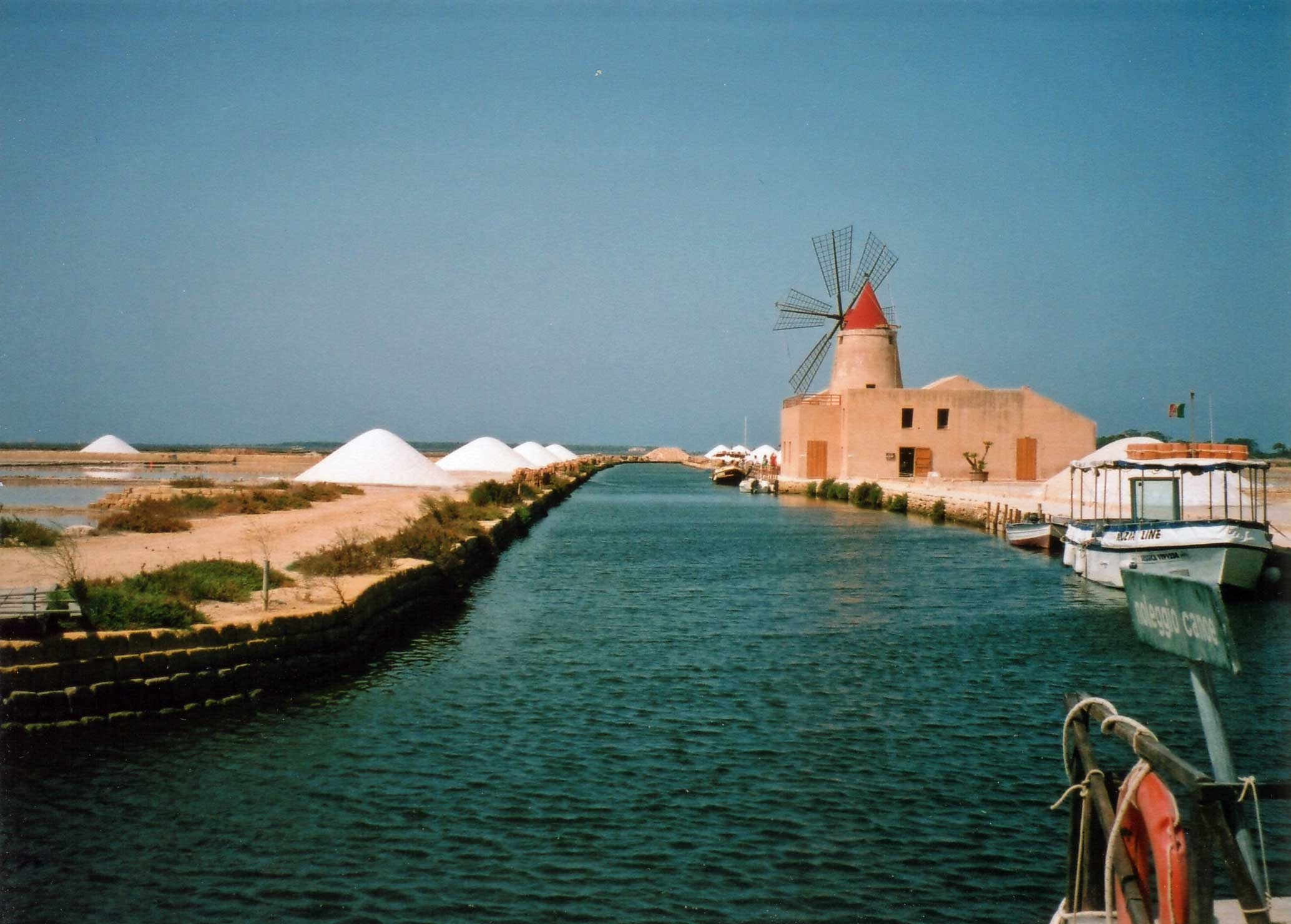
Sólepárló, Marsalán
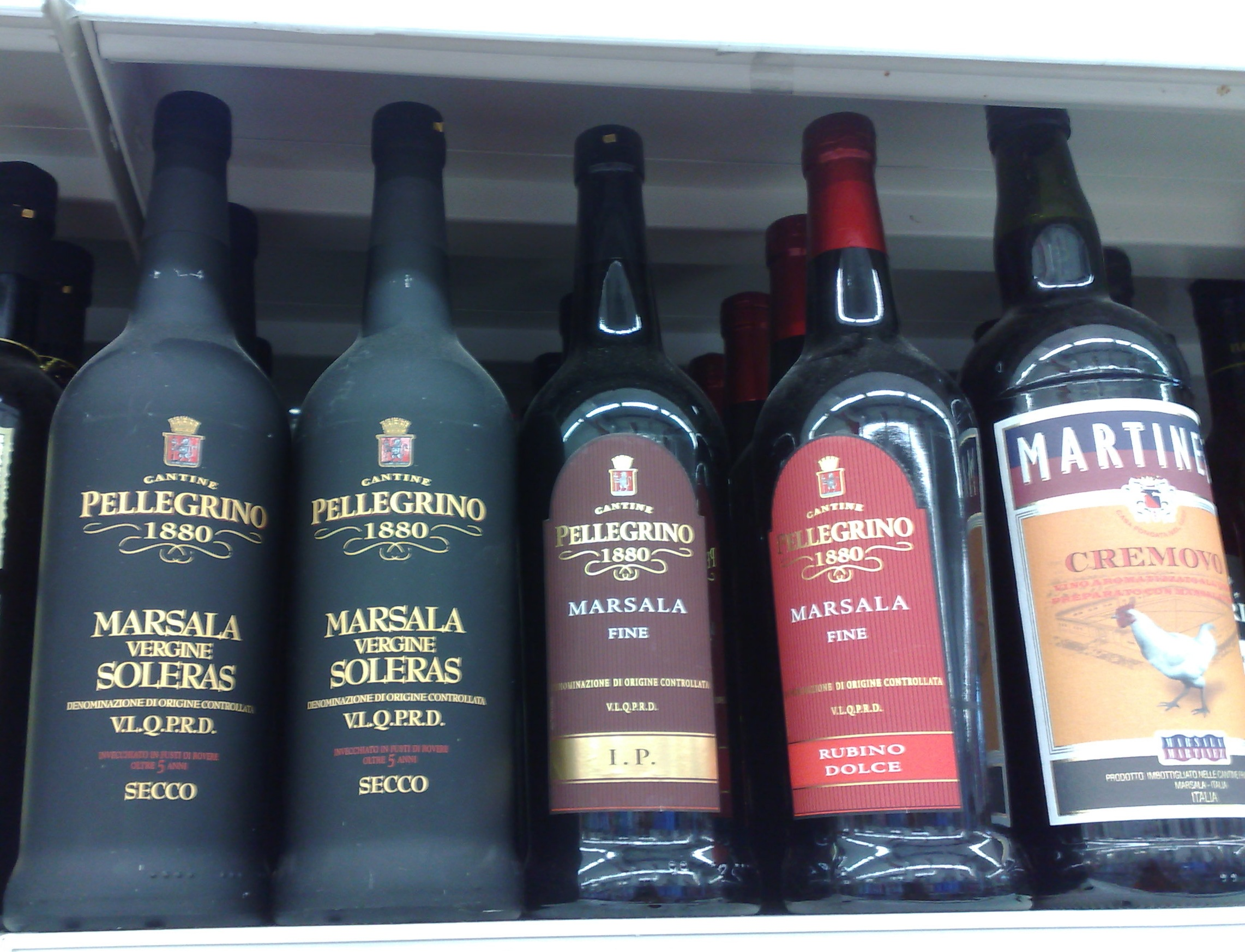
Marsalai borok
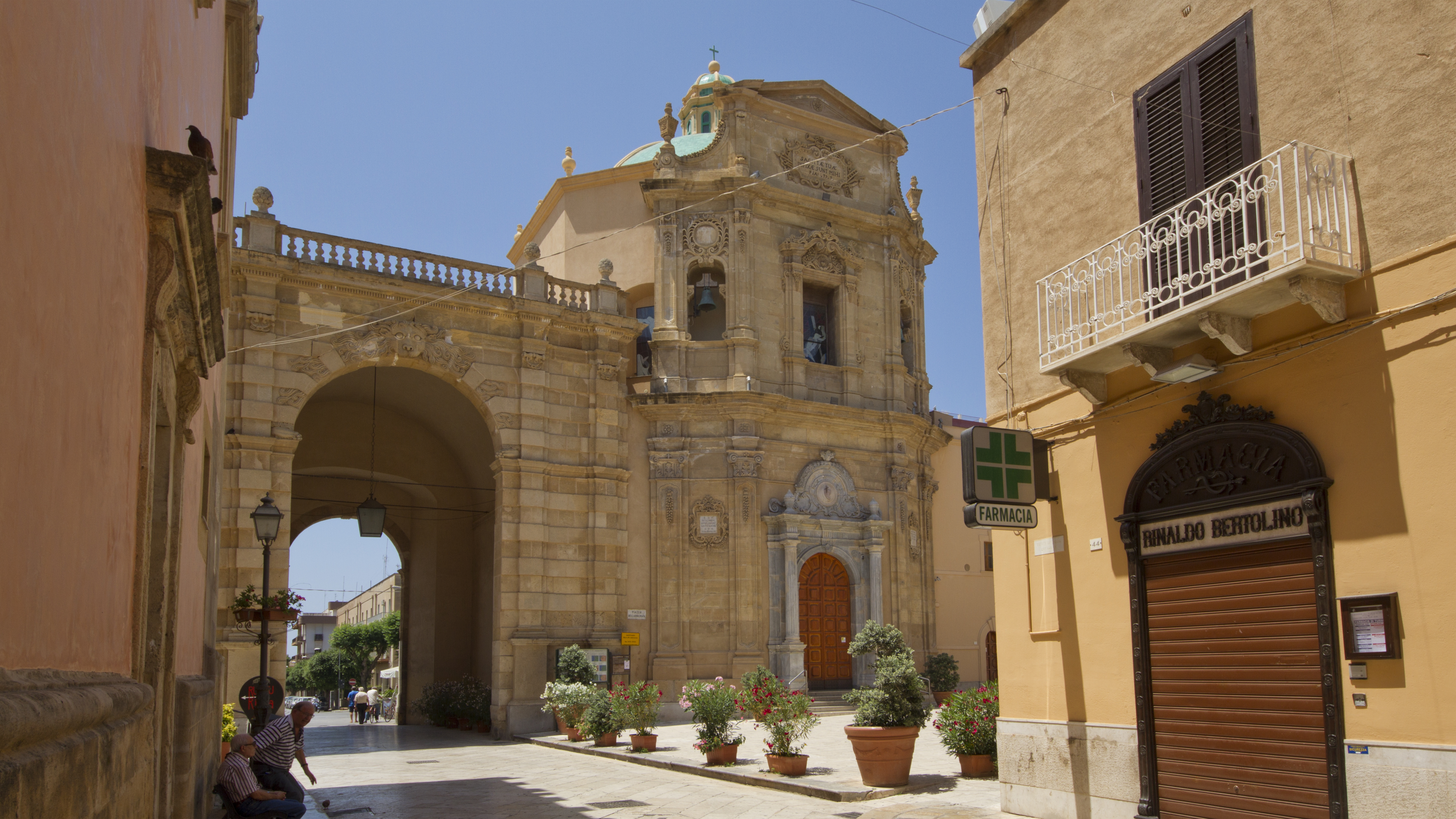
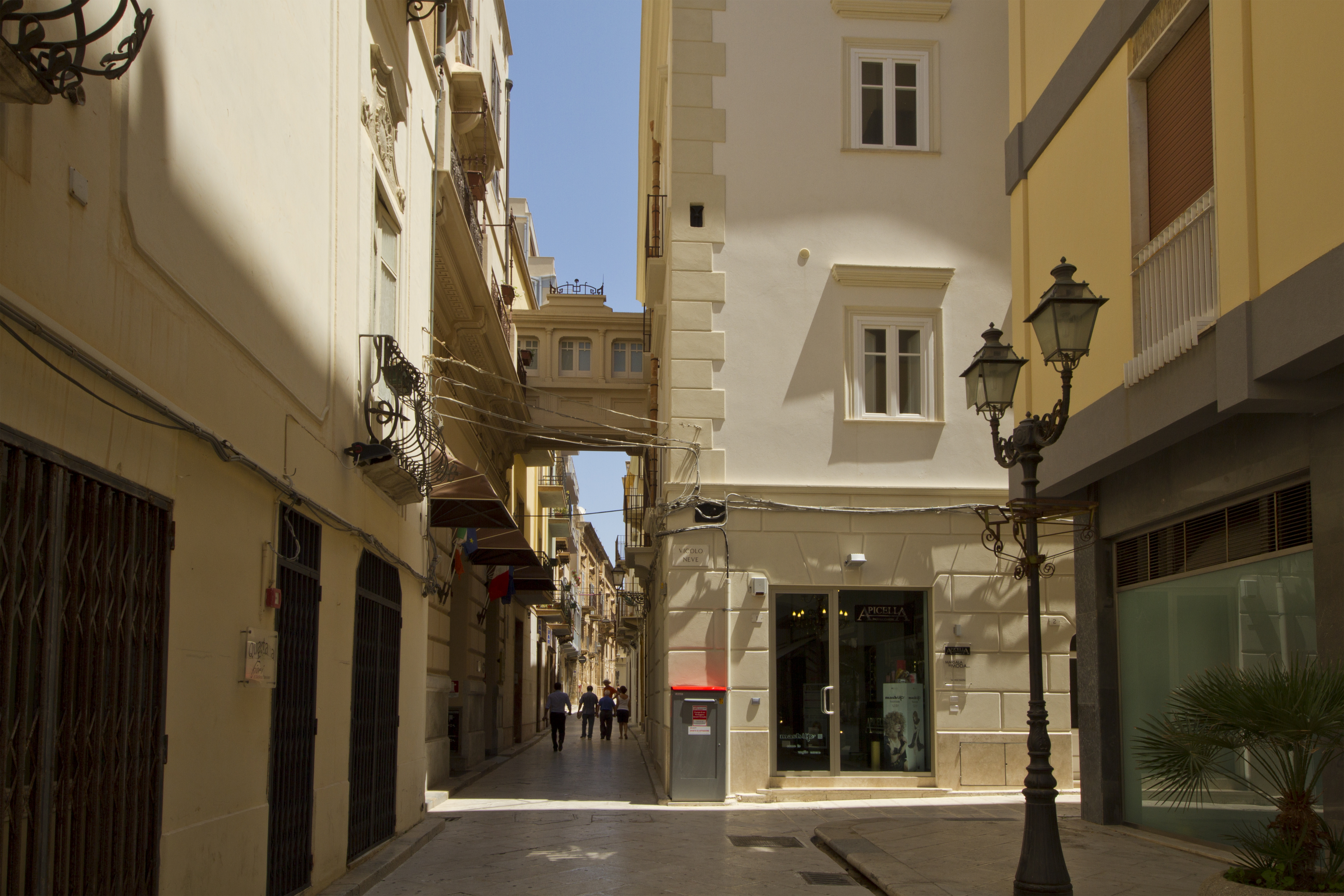
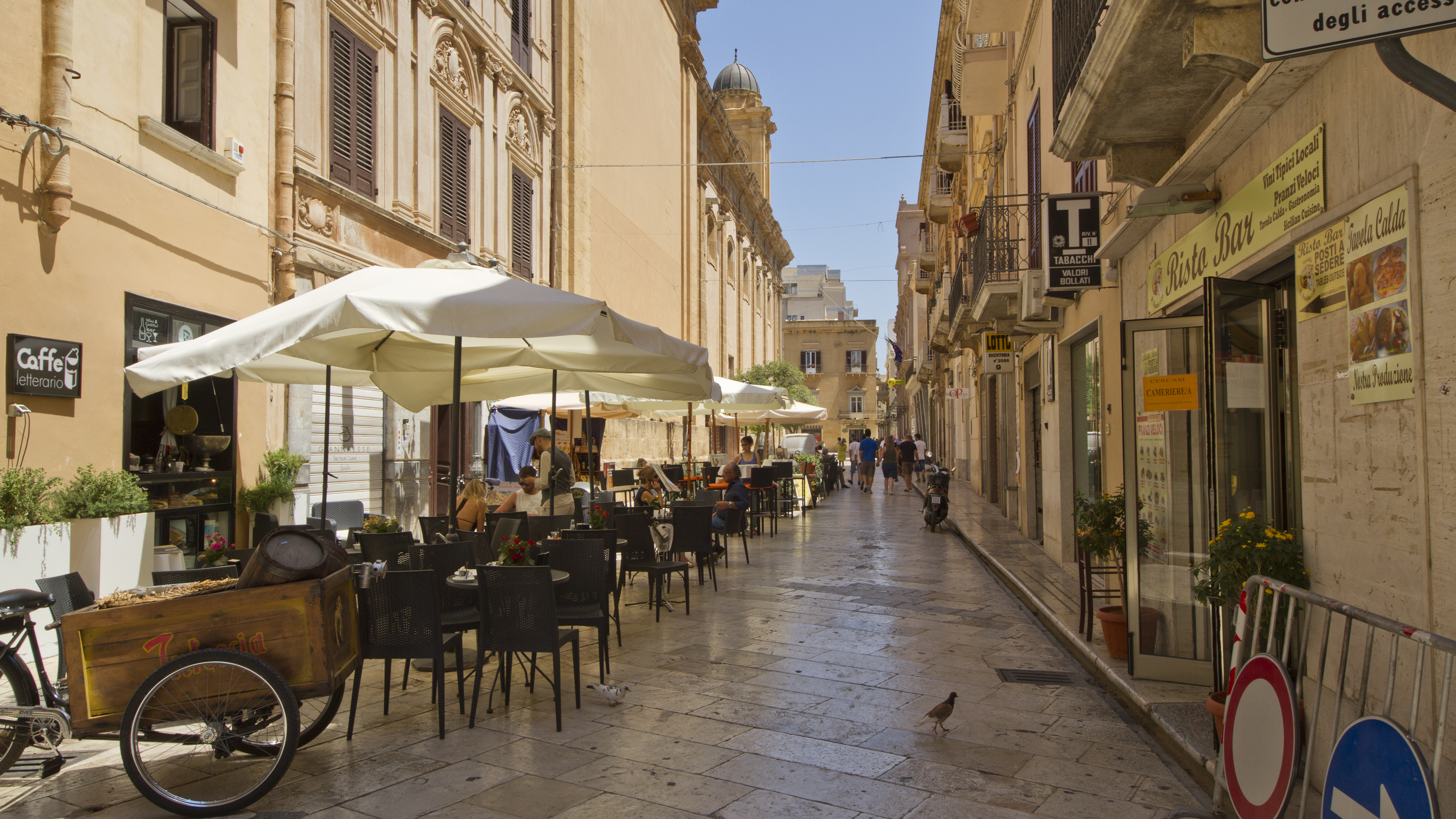
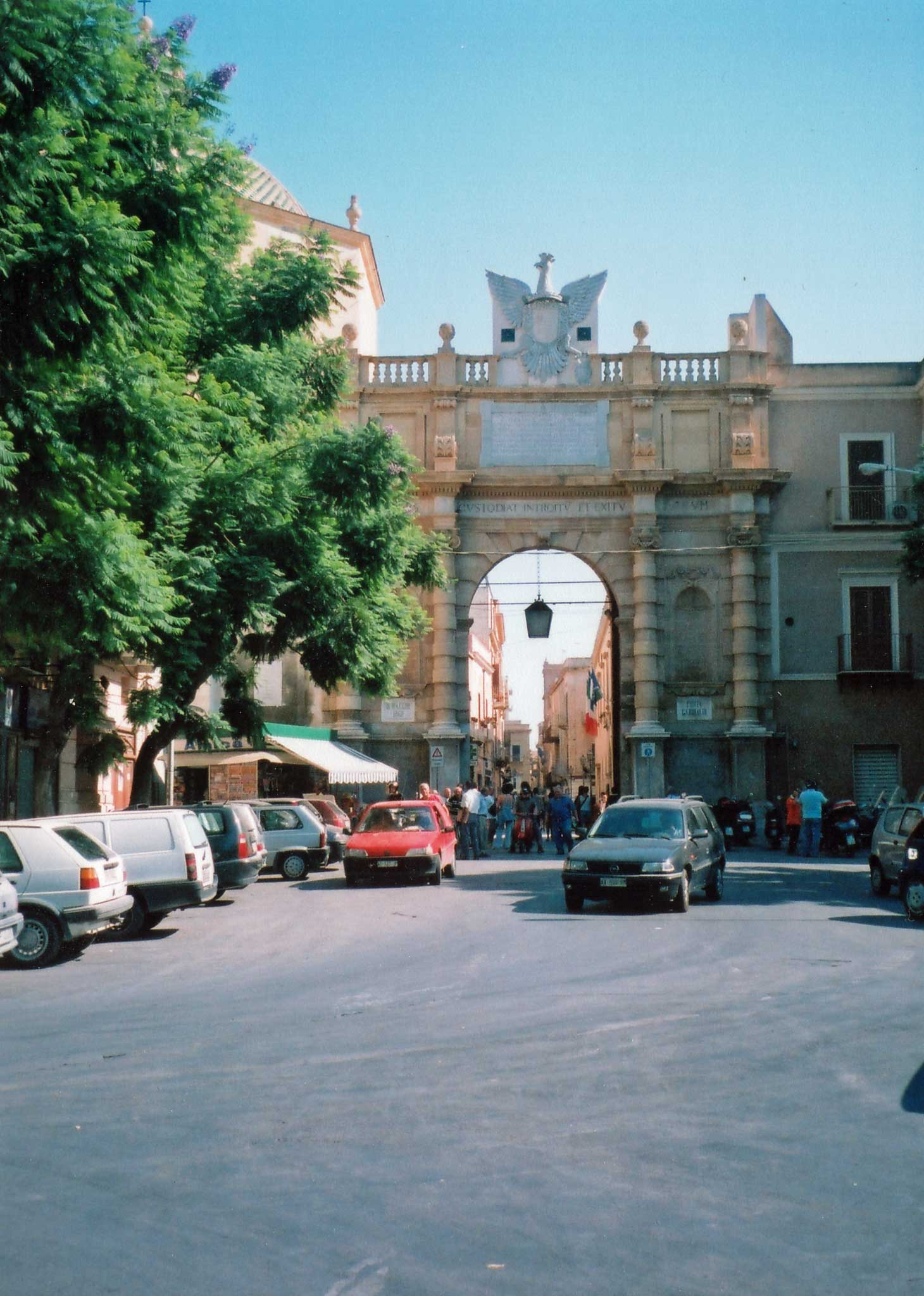